# Malouah
Malouah war ein ägyptisches Volumenmaß für Flüssigkeiten.
- 1 Malouah = 2 Kaddah = 3,8205 Liter (nach [1] = 4,12 Liter)
- 2 Malouah = 1 Roabouh = ½ Kélé